# Olacaceae
Die Olacaceae sind eine Pflanzenfamilie in der Ordnung der Sandelholzartigen (Santalales) innerhalb der Bedecktsamigen Pflanzen (Magnoliopsida).

## Beschreibung

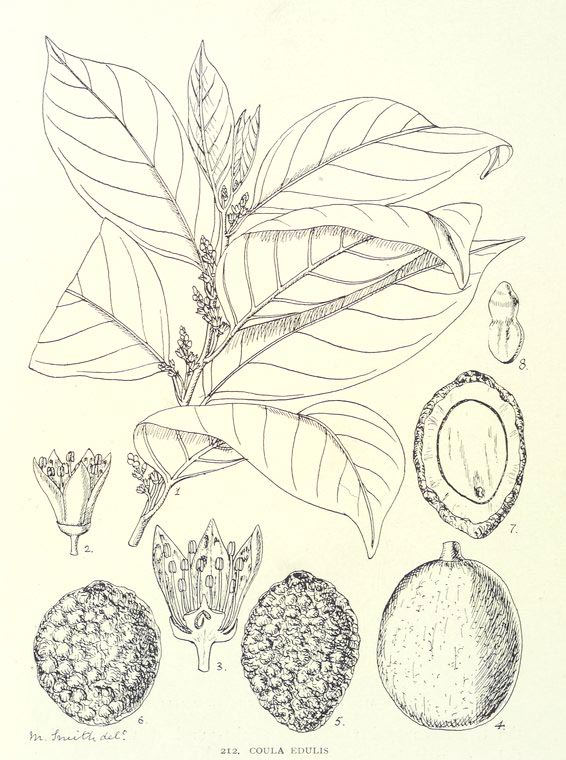
Illustration von Coula edulis

### Vegetative Merkmale
Es sind verholzende Pflanzen: Sträucher, Bäume oder Lianen. Einige Arten sind Wurzelparasiten (Hemiparasiten). Die einfachen, ganzrandigen Laubblätter sind spiralig oder zweizeilig wechselständig an den Zweigen angeordnet. Nebenblätter sind keine vorhanden.

### Generative Merkmale
Die Pflanzen sind selten zweihäusig getrenntgeschlechtig (diözisch). Die relativ kleinen, radiärsymmetrischen Blüten sind drei- bis sechszählig und meist zwittrig. Die Blütenhüllblätter sind in Kelch- und Kronblätter differenziert. Die Staubblätter sind untereinander nicht verwachsen; ihre Zahl ist je nach Taxon unterschiedlich: 3 bis 6, oder 6 bis 12, oder 9 bis 18. Die meistens drei (selten auch zwei oder fünf) Fruchtblätter sind zu einem oberständigen oder halboberständigen Fruchtknoten verwachsen.
Die Früchte enthalten immer nur einen Samen und es sind entweder Steinfrüchte oder Nüsse. Sie haben zwei bis acht (!) Keimblätter.

### Pflanzenphysiologie
Die Pflanzen akkumulieren Aluminium-Ionen.

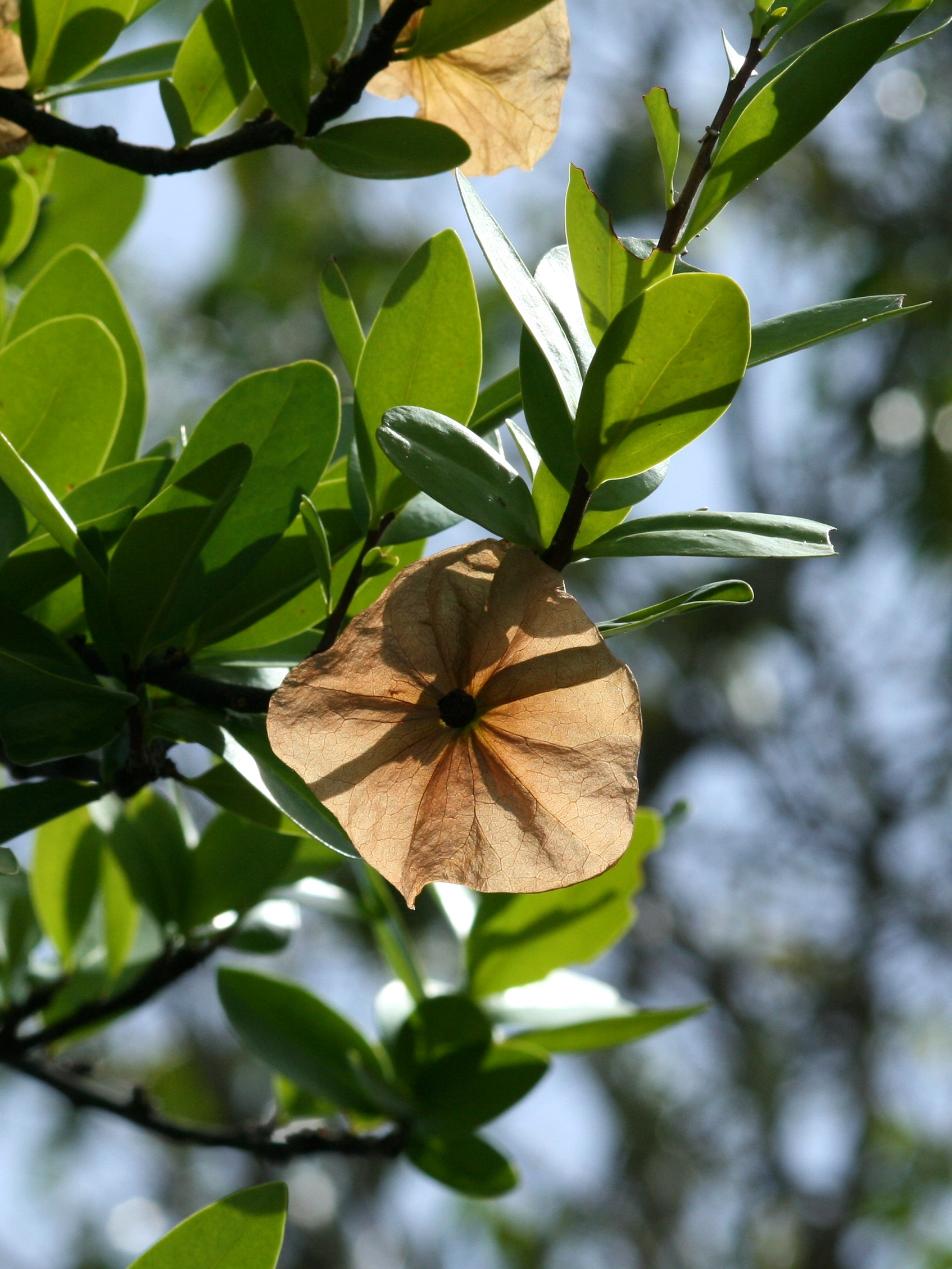
Unterfamilie Anacalosoideae: Chaunochiton angustifolium

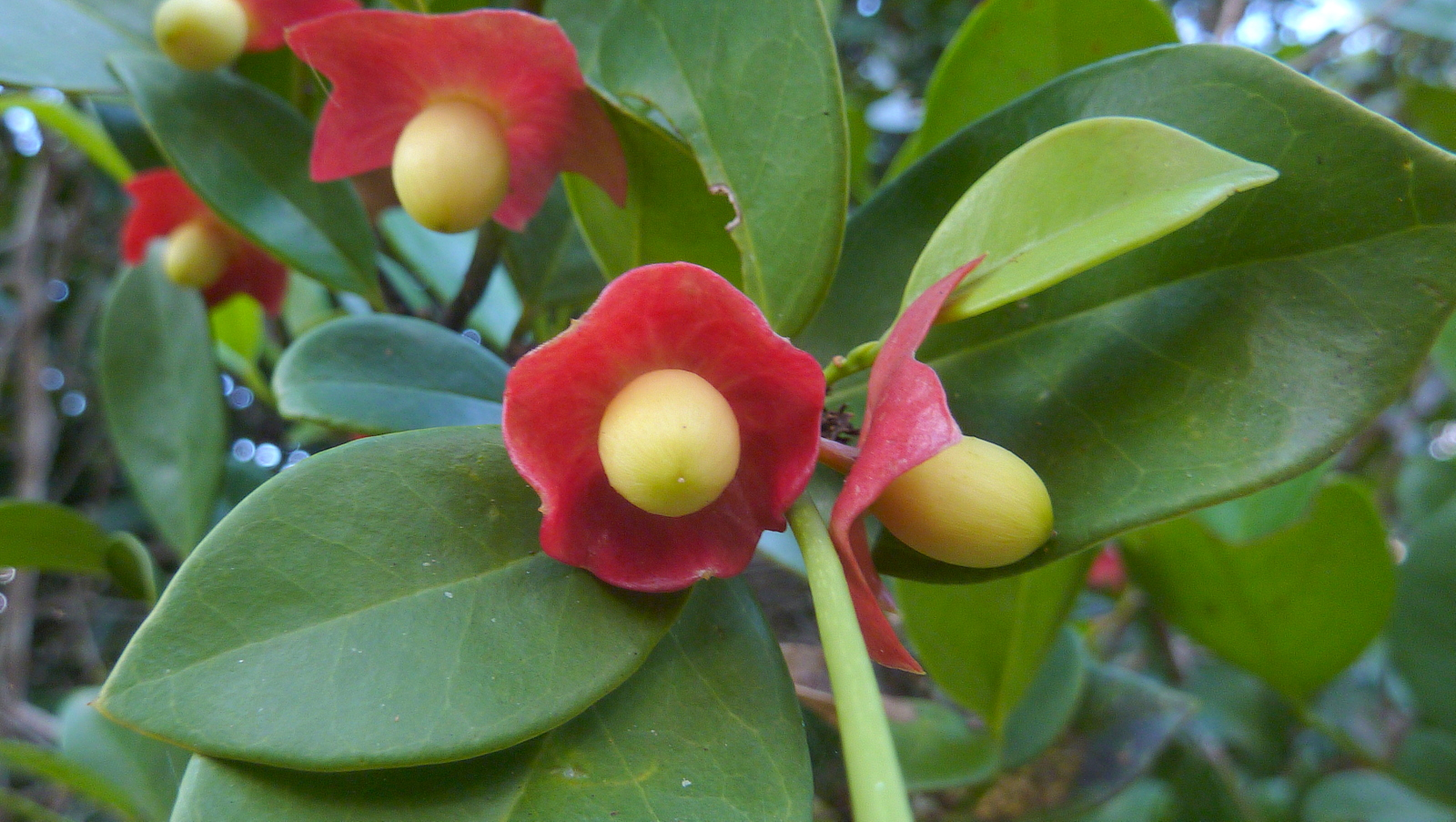
Unterfamilie Anacalosoideae: Heisteria perianthomega

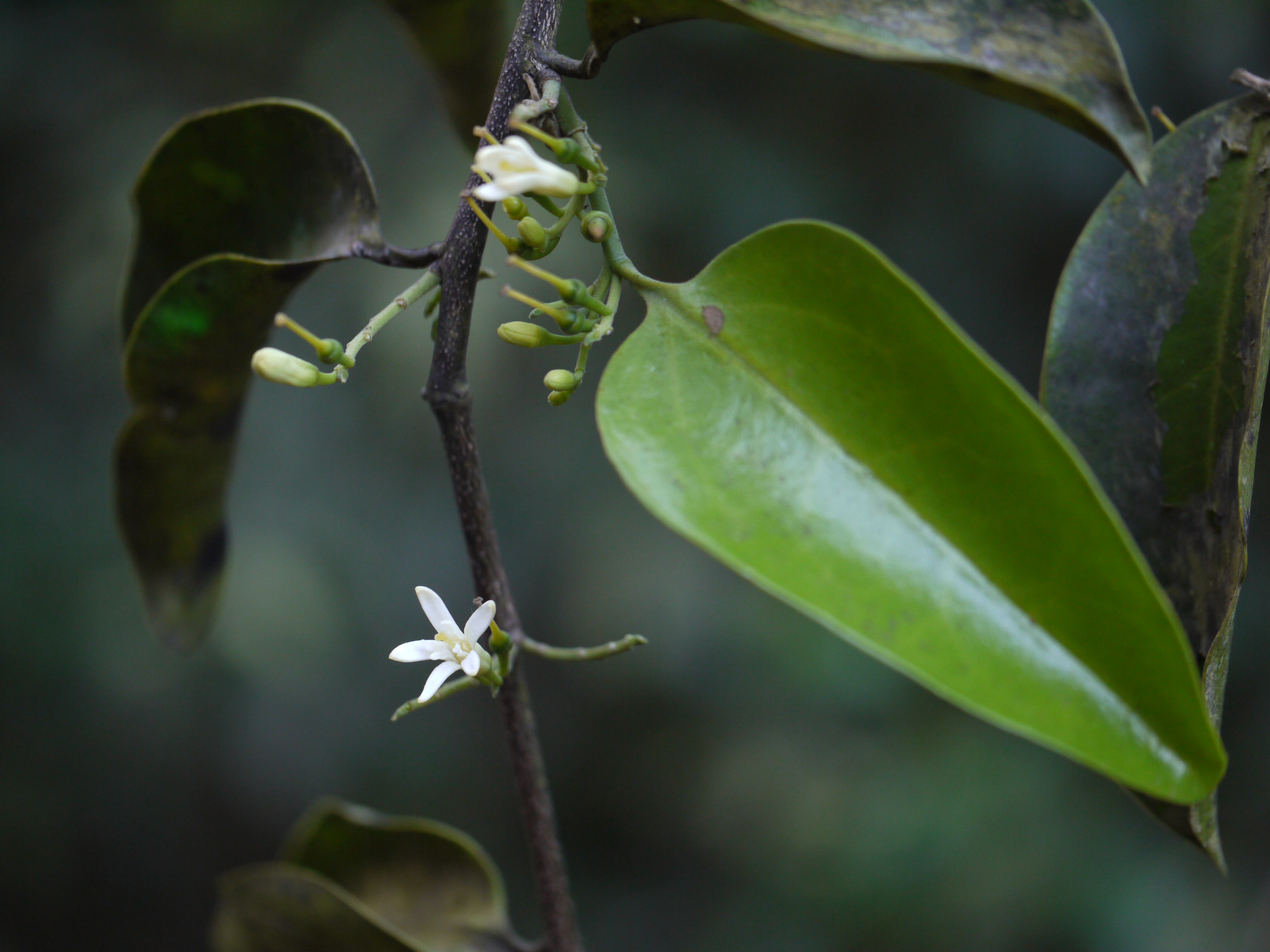
Unterfamilie Olacoideae: Olax psittacorum

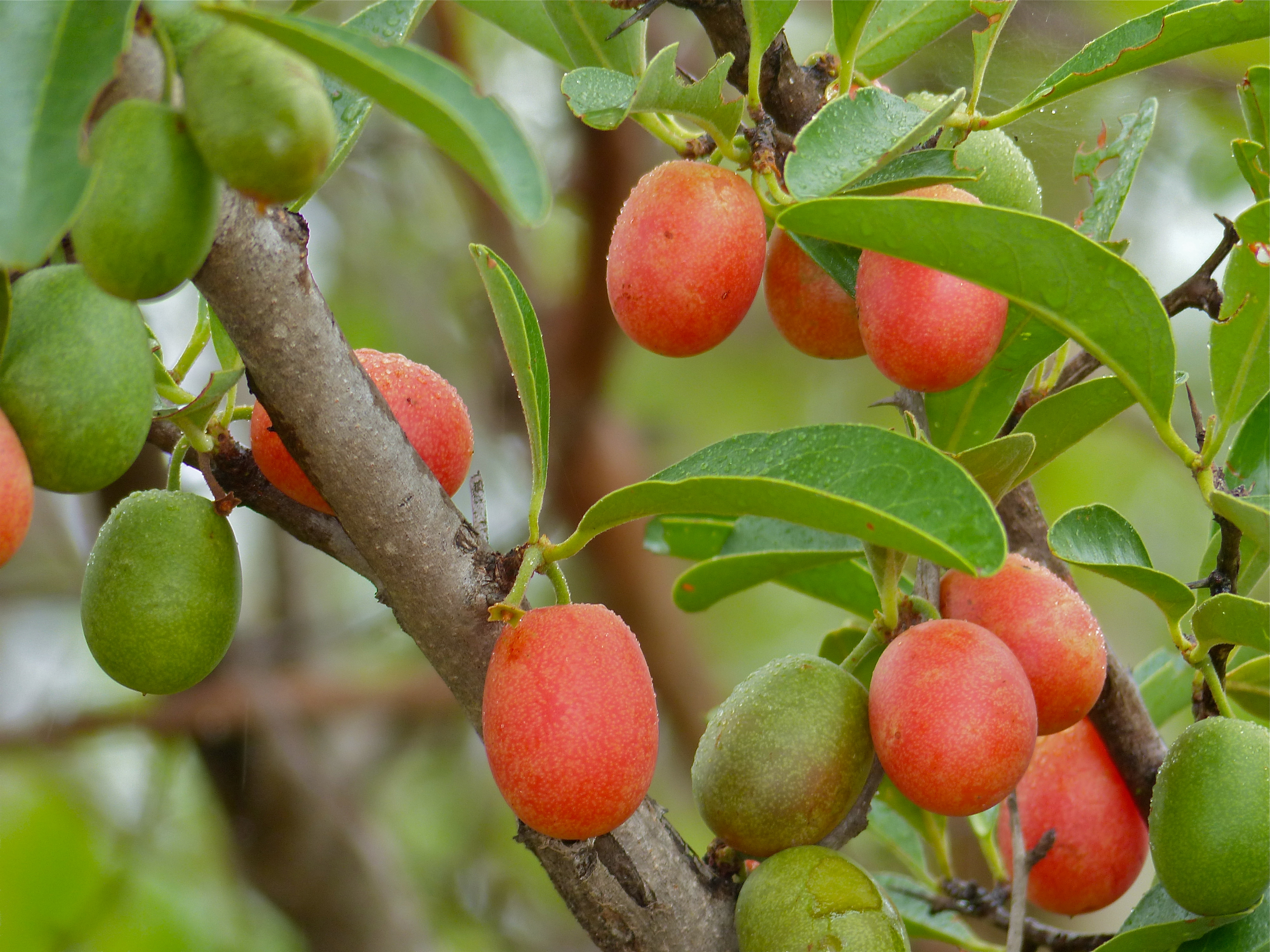
Unterfamilie Olacoideae: Ximenia caffra mit Früchten

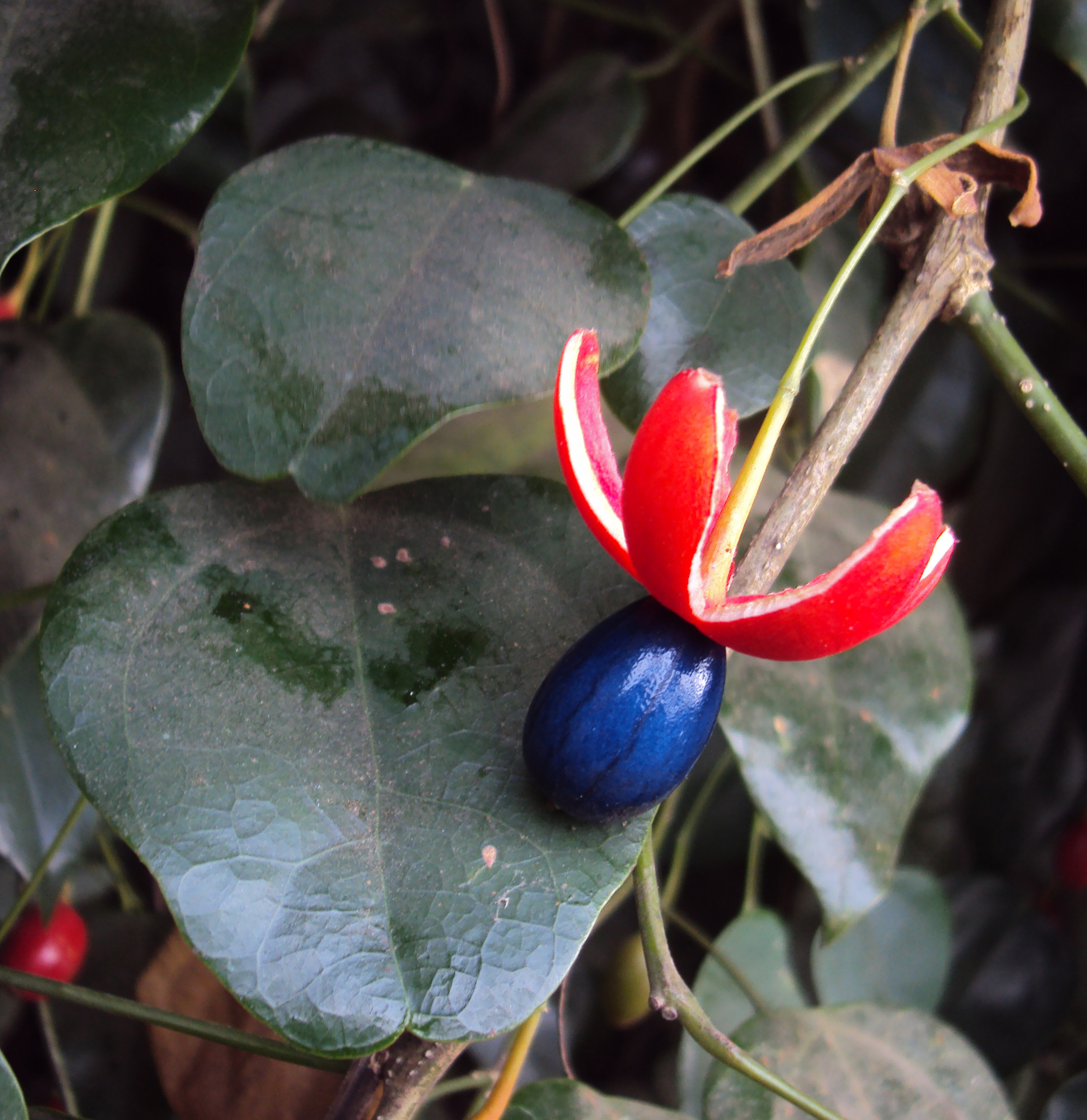
Erythropalum scandens

## Systematik und Verbreitung
Die Familie Olacaceae ist in zwei oder drei Unterfamilien gegliedert, die zusammen 14 (bei einigen Autoren auch bis zu 27) Gattungen mit etwa 103 (bis 250) Arten umfassen. Nach Daniel L. Nickrent et al. in Taxon, Band 59, Seite 538–558, 2010 wurden zur Familie nur noch die Gattungen Dulacia, Olax und Ptychopetalum gerechnet. Dies hat sich aber nicht durchgesetzt.
Die Familie Olacaceae R.Br. nom. cons. enthält nach APG IV (dort wurde die unsichere Systematik aus APG III übernommen) die Gattungen der ehemaligen Familien Aptandraceae Miers, Coulaceae Tiegh., Erythropalaceae Planch. ex Miq. nom. cons., Octoknemaceae Soler. nom. cons., Strombosiaceae Tiegh., Ximeniaceae Horan. Dabei handelt es sich in diesem Umfang nicht um eine monophyletische Verwandtschaftsgruppe, doch stehen die Daten zur Klärung noch 2016 aus.
Das Verbreitungsgebiet der Familie Olacaceae liegt weltweit, außerhalb kalter Gebiete. Besonders artenreich ist die Familie in den Tropen.
- Unterfamilie Anacalosoideae Airy-Shaw: Sie enthält etwa 16 Gattungen:
  - Anacolosa (Blume) Blume: Die etwa 17 Arten gedeihen in den Tropen von Asien, Madagaskar und Afrika.
    - Anacolosa frutescens (Blume) Blume: Aus Südostasien,  Myanmar, Thailand, Malaysia, Philippinen und Indonesien.

  - Aptandra Miers: Von den drei Arten kommen zwei im tropischen Südamerika und eine in Afrika vor.
  - Cathedra Miers: Die etwa elf Arten gedeihen im tropischen Südamerika.
  - Chaunochiton Benth.: Die etwa fünf Arten kommen in der Neotropis vor.
  - Coula Baill.: Sie enthält nur eine Art:
    - Coula edulis Baill.: Sie kommt im tropischen Westafrika vor.

  - Diogoa Exell & Mendonca: Sie enthält nur eine Art:
    - Diogoa zenkeri (Engl.) Exell & Mendonça: Sie kommt im tropischen Afrika vor.

  - Engomegoma Breteler: Sie enthält nur eine Art:
    - Engomegoma gordonii Breteler: Sie kommt nur in Gabun vor.

  - Heisteria Jacq.: Die etwa 33 Arten sind in der Neotropis und in Afrika verbreitet.
    - Heisteria silvianii Schwacke: südöstliches Brasilien im Mata Atlântica.

  - Maburea Maas: Sie enthält nur eine Art:
    - Maburea trinervis Maas: Sie kommt nur in Guayana vor.

  - Minquartia Aubl.: Sei enthält nur eine Art:
    - Minquartia guianensis Aubl.: Aus dem mittleren bis nördlichen Südamerika bis nach Zentralamerika.

  - Ochanostachys Mast.: Hierher gehören 1–2 Arten, die in Indonesien vorkommen.[4]
  - Phanerodiscus Cavaco: Die etwa drei Arten kommen in Madagaskar vor.
  - Scorodocarpus Becc.: Sie enthält nur eine Art:
    - Scorodocarpus borneensis (Baill.) Becc.: Sie kommt auf Borneo, Sumatra, in Thailand und Malaysia vor.

  - Strombosia Blume: Mit etwa 12 Arten, die in den Tropen der Alten Welt vorkommen.[4]
    - Strombosia pustulata Oliv.: Aus Zentral- bis Westafrika

  - Strombosiopsis Engl.: Mit etwa vier Arten, die im tropischen Afrika vorkommen.[4]
  - Tetrastylidium Engl.: Mit etwa zwei Arten, die IN Brasilien vorkommen.[4]

- Unterfamilie Olacoideae Sond.: Sie enthält etwa neun Gattungen:
  - Aptandra Miers: Mit etwa drei Arten, die im tropischen Südamerika vorkommen.[4]
  - Curupira G.A.Black Sie enthält nur eine Art:
    - Curupira tefeensis G.A.Black: Sie kommt in Brasilien vor.

  - Douradoa Sleumer: Sie enthält nur eine Art:
    - Douradoa consimilis Sleumer: Sie kommt in Brasilien vor.

  - Dulacia Vell.: Die etwa 13 Arten kommen in der Neotropis vor.
  - Harmandia Pierre ex Baill.: Die ein bis vier Arten kommen in Südostasien und Malesien vor.
  - Malania Chun & S.K.Lee: Sie enthält nur eine Art:
    - Malania oleifera Chun & S.K.Lee: Sie kommt in Südchina vor.

  - Olax L.: Die etwa 40 Arten kommen in Afrika und dem tropischen Asien vor.
  - Ongokea Pierre: Sie enthält nur eine Art:
    - Ongokea gore (Hua) Pierre: Sie kommt im tropischen Westafrika vor.

  - Ptychopetalum Benth.: Zwei Arten kommen in der Neotropis und zwei Arten in Afrika vor.
    - Ptychopetalum olacoides Benth.: Nördliches Brasilien und in den Guyanas.

  - Ximenia L.: Die etwa acht Arten gedeihen in den Tropen und Subtropen.[5]

- Mit unsicherer Unterfamilienzugehörigkeit:
  - Erythropalum Blume
  - Octoknema Pierre: Mit etwa fünf Arten, die im tropischen West- und Zentralafrika vorkommen.[4][5]

- Nicht sicher in diese Familie eingeordnet ist:
  - Brachynema Benth.: Die nur zwei Arten kommen im Amazonasgebiet von Peru und Brasilien vor.